# Schwende AI (Ort)
Schwende ist eine Ortschaft, eine Schul- und eine Kirchgemeinde im Bezirk Schwende-Rüte im Kanton Appenzell Innerrhoden in der Schweiz. Schwende liegt am Schwendebach und an der Strasse von Appenzell nach Wasserauen.

## Namen
Im 12. Jahrhundert wurde der Name Swendi oder swandjan erwähnt. Es stammt vom althochdeutschen Ausdruck Schwinden machen (= Waldrodung).

## Geographie

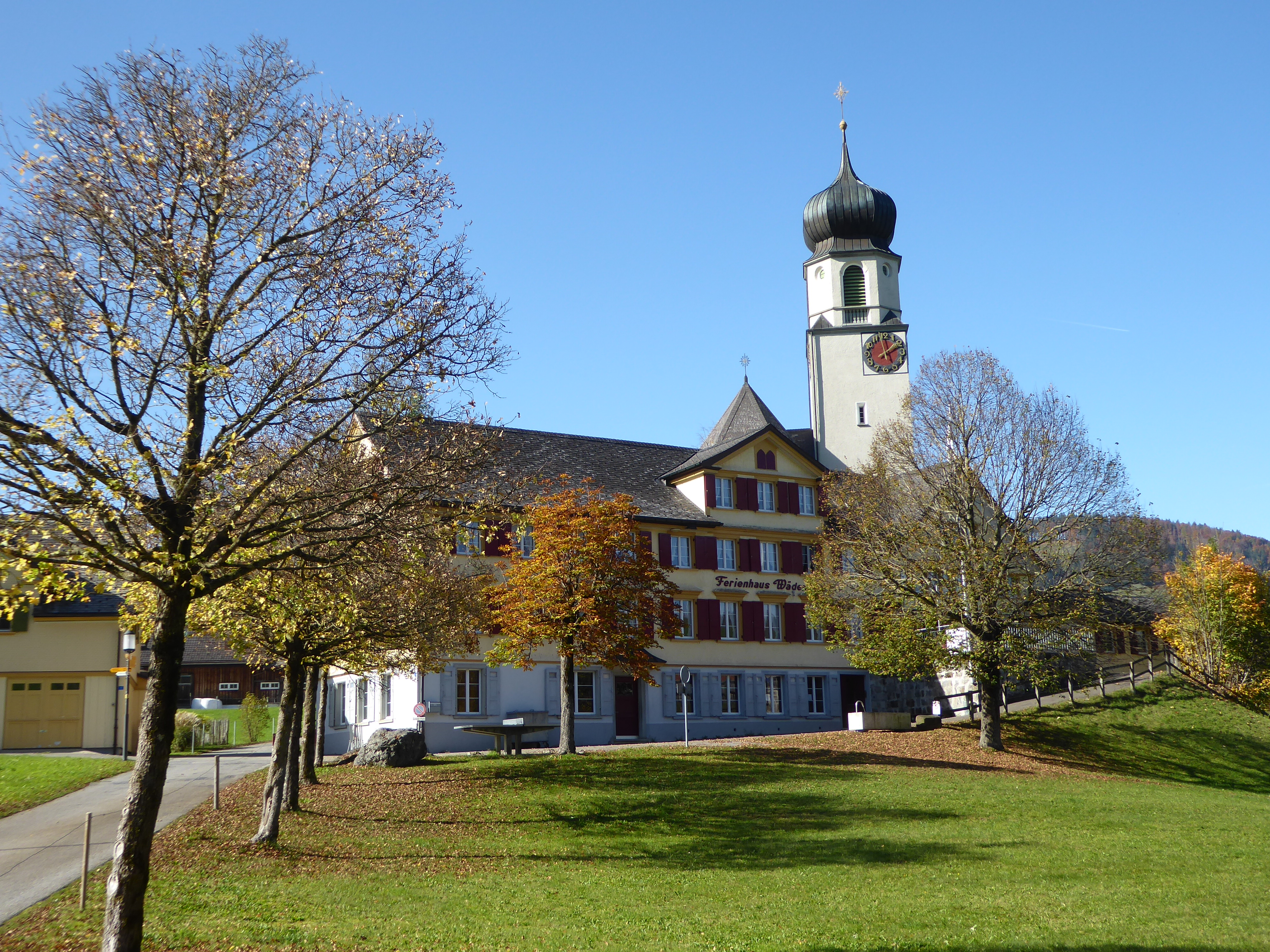

Schwende ist kein eigentliches Dorf, sondern eine typische Appenzeller Streusiedlung. Das Ortszentrum besteht nur aus der Kirche mit Friedhof, dem Pfarr- und Schulhaus samt Turnhalle und dem Mehrzweckgebäude mit dem Kindergarten. In der Nähe befinden sich einige Häuser und drei Gasthöfe.
Im Ortszentrum liegt die letzte Haltestelle (Halt auf Verlangen) der Appenzellerbahn vor dem Endpunkt Wasserauen der Bahnstrecke Gossau SG–Wasserauen.
In die Primarschule und den Kindergarten gehen rund hundert Kinder aus den Dörfern Weissbad, Schwende, Wasserauen und den umliegenden Gebieten.
Schwende ist Ausgangspunkt für Wanderungen auf die Ebenalp, zum Aescher, Wildkirchli, Schäfler und Säntis. Es gibt einen Skilift und die Natureisbahn am Glandenstein.

## Geschichte
Neben der Pfarrkirche St. Martin waren bis 1830 noch Überreste eines Turmes vorhanden, der vermutlich Sitz der Herren von Doppelstein, Ministeriale des Abts von St. Gallen war. Die Schwendner sollen ihn zerstört und damit die Appenzellerkriege ausgelöst haben.
Die Rhode Schwende beanspruchte noch zu Beginn des 21. Jahrhunderts eine gewisse Vorrangstellung gegenüber den anderen inneren Rhoden, die möglicherweise auf dieses historische Ereignis zurückging.
→ siehe auch Abschnitt Geschichte im Artikel Schwende AI

## Pfarrkirche St. Martin
Schwende wurde 1767 Filialkuratie von Appenzell, erhielt 1768 das Taufrecht und wurde erst 1914 eine selbstständige Pfarrei. Die 1766 bis 1767 anstelle einer Kapelle von 1623 errichtete Kirche wurde 1928 bis 1929 durch einen neubarocken Bau von Adolf Gaudy ersetzt. 1877 erfolgte der Patroziniumswechsel von Allerheiligen zu St. Martin. Begründet wurde der Wechsel, dass an Allerheiligen wegen des Gräberbesuchs im Hauptort Appenzell eine würdige Feier des Patronatsfestes am Nachmittag nicht möglich sei. Um die Filialkirche und das Schulhaus von 1890 scharten sich in Schwende mit der Zeit einige Gasthäuser und Läden. 2010 wurde die Gattringer-Orgel aus dem Jahr 1930 durch Orgelbau Kuhn renoviert.

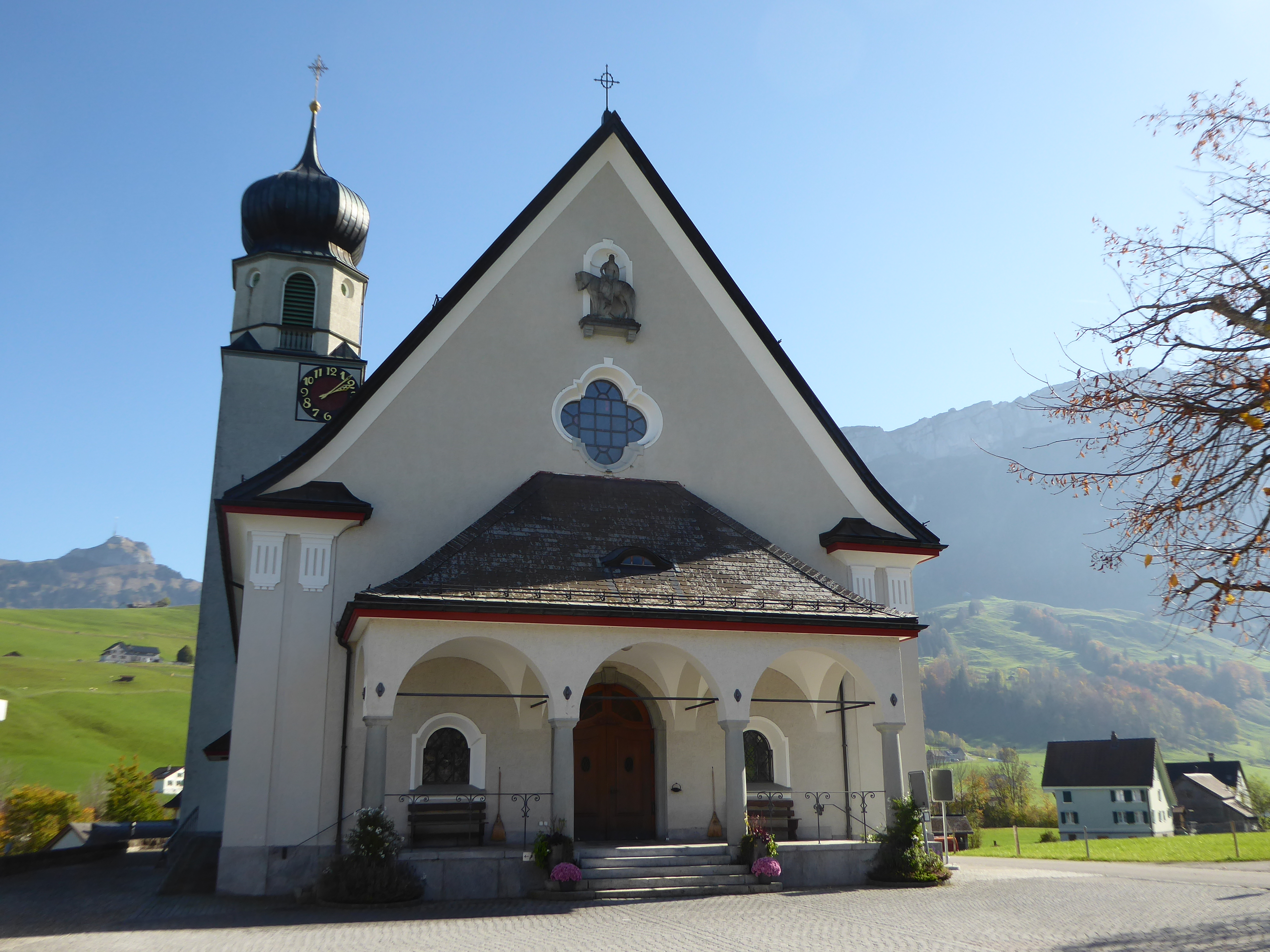
Nordwestseite mit Vorzeichen
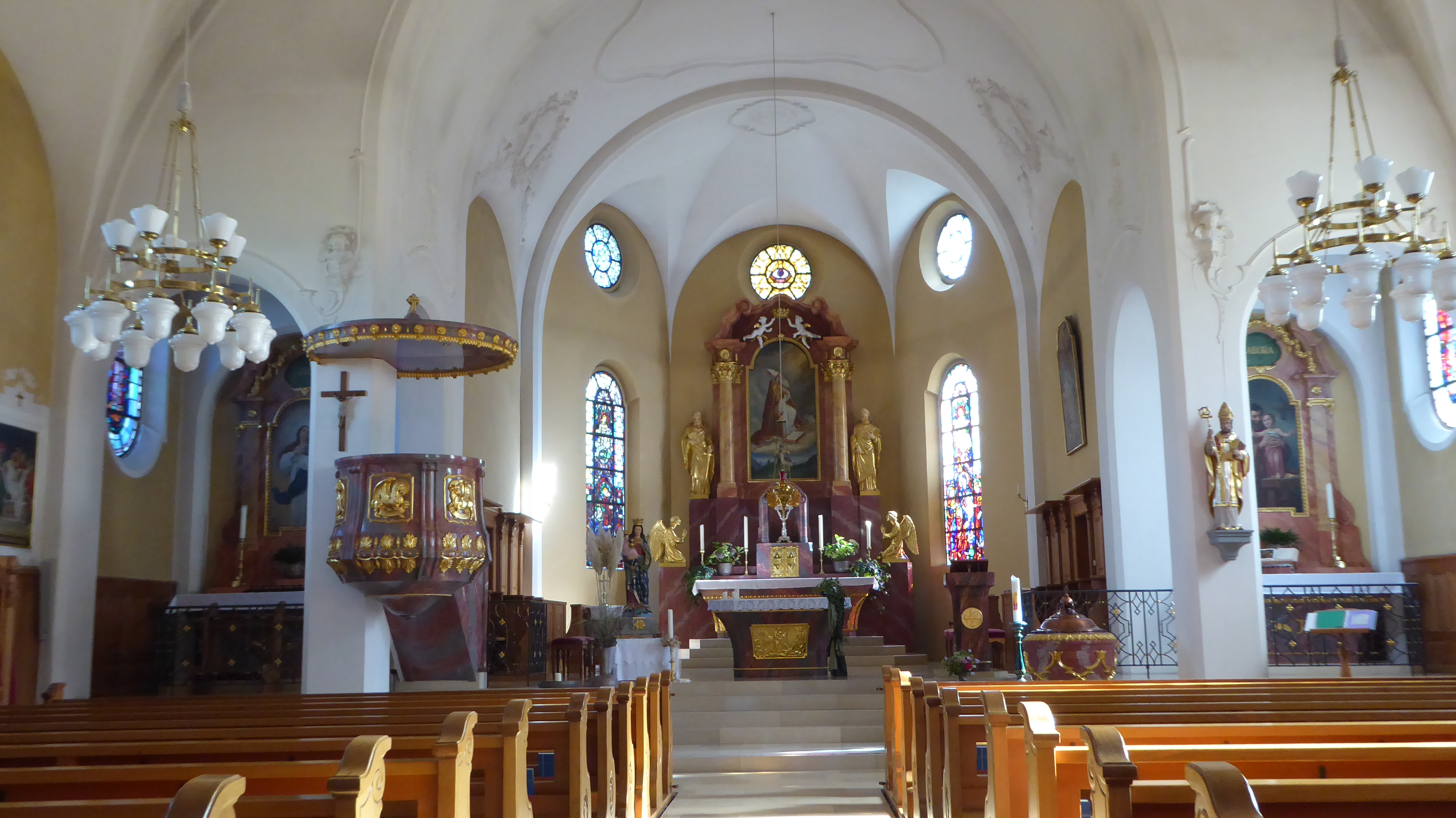
Chor und Kanzel
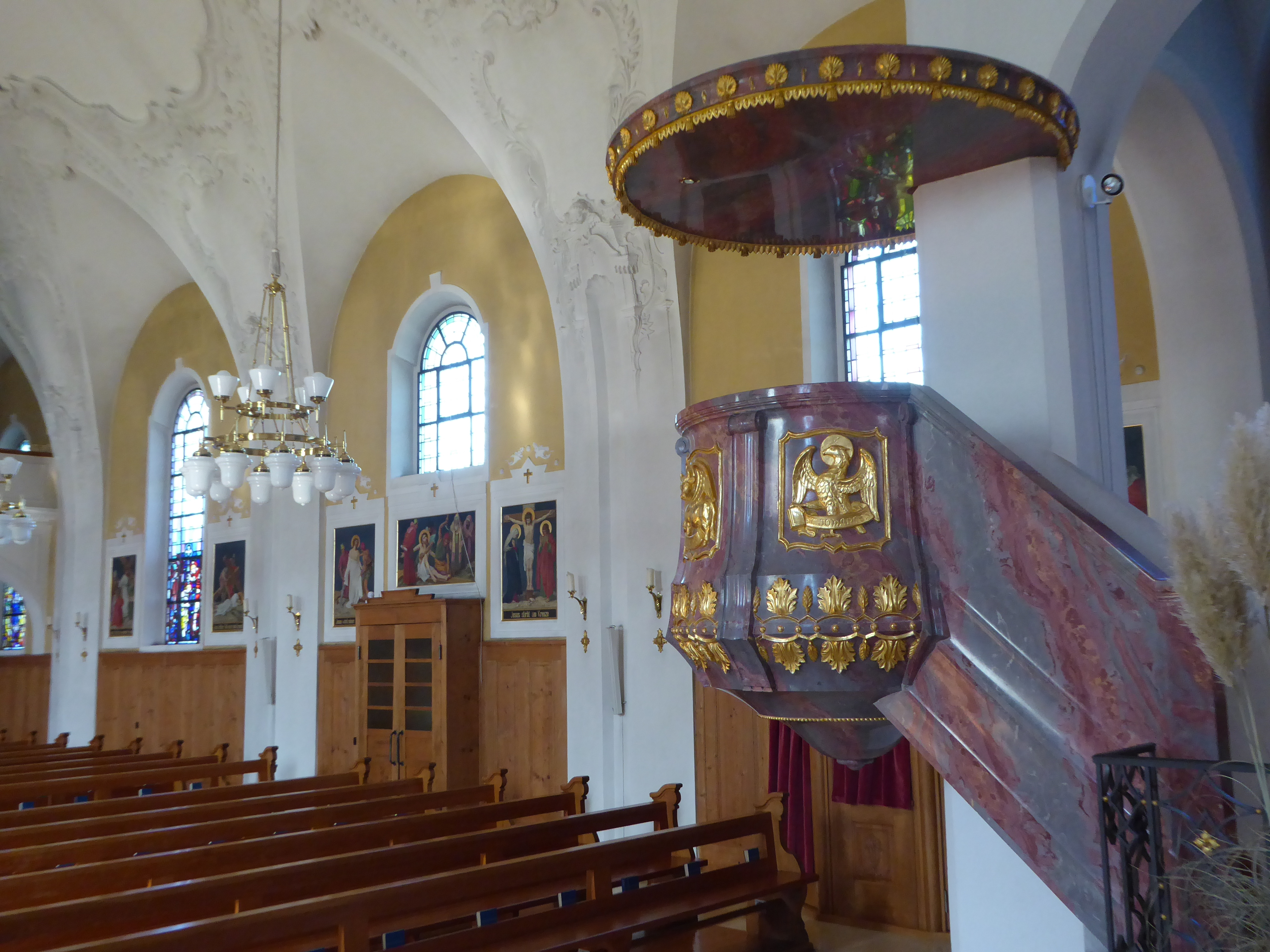
Kanzel
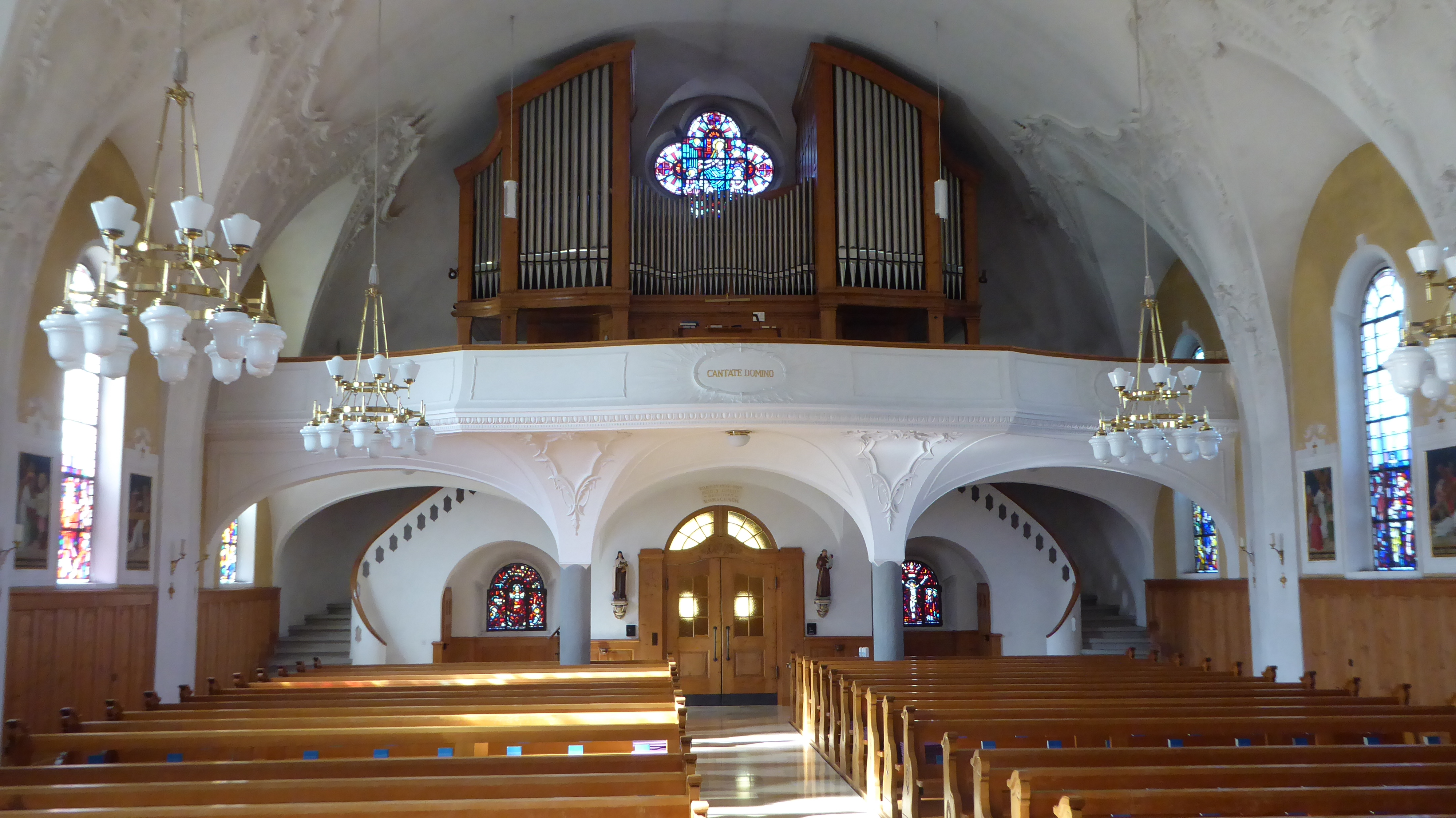
Empore